# Lake St. Clair (Tasmanien)
Der Lake St. Clair ist ein See im Westen des australischen Bundesstaates Tasmanien.
Er liegt am südlichen Ende des Cradle-Mountain-Lake-St.-Clair-Nationalparks und ist zugleich die letzte Etappe des berühmten Overland Tracks. Mit einer Tiefe von 167 m ist er Australiens tiefster See. Im See entsteht der Derwent River aus dem Cuvier River und dem Narcissus River.
Von den Tasmaniern wurde er Leeawuleena („schlafendes Wasser“) genannt.